# Мадждабад-е Когне
Мадждабад-е Когне (перс. مجدابادكهنه) — село в Ірані, у дегестані Фармагін, у Центральному бахші, шагрестані Фараган остану Марказі. За даними перепису 2006 року, його населення становило 538 осіб, що проживали у складі 184 сімей.

## Клімат
Середня річна температура становить 12,62 °C, середня максимальна – 32,23 °C, а середня мінімальна – -10,46 °C. Середня річна кількість опадів – 257 мм.
| Клімат поселення                              | Клімат поселення | Клімат поселення | Клімат поселення | Клімат поселення | Клімат поселення | Клімат поселення | Клімат поселення | Клімат поселення | Клімат поселення | Клімат поселення | Клімат поселення | Клімат поселення | Клімат поселення |
| Показник                                      | Січ.             | Лют.             | Бер.             | Квіт.            | Трав.            | Черв.            | Лип.             | Серп.            | Вер.             | Жовт.            | Лист.            | Груд.            |                  |
| Середній максимум, °C                         | 8,20             | 10,44            | 15,68            | 21,02            | 24,93            | 31,84            | 32,23            | 31,06            | 27,06            | 21,42            | 14,91            | 8,64             |                  |
| Середня температура, °C                       | −1,13            | 1,11             | 6,34             | 11,68            | 15,60            | 22,50            | 25,56            | 24,40            | 20,38            | 14,75            | 8,23             | 1,97             |                  |
| Середній мінімум, °C                          | −10,46           | −8,23            | −2,99            | 2,36             | 6,28             | 13,18            | 18,89            | 17,71            | 13,70            | 8,07             | 1,56             | −4,7             |                  |
| Норма опадів, мм                              | 36               | 35               | 47               | 34               | 29               | 4                | 1                | 1                | 0                | 10               | 24               | 36               |                  |
| Середньомісячна швидкість вітру, м/с          | 1.57             | 2.00             | 3.01             | 2.99             | 2.70             | 2.50             | 2.57             | 2.39             | 2.30             | 2.19             | 1.86             | 1.29             |                  |
| Середньомісячна сонячна радіація, кДж/м²·день | 9116             | 12349            | 14782            | 18273            | 22252            | 26831            | 25986            | 24053            | 20836            | 15385            | 10917            | 8979             |                  |
| --------------------------------------------- | ---------------- | ---------------- | ---------------- | ---------------- | ---------------- | ---------------- | ---------------- | ---------------- | ---------------- | ---------------- | ---------------- | ---------------- | ---------------- |
| Джерело:                                      |                  |                  |                  |                  |                  |                  |                  |                  |                  |                  |                  |                  |                  |